# North Hollywood
North Hollywood är en stadsdel i San Fernando Valley-regionen i norra delen av Los Angeles i Los Angeles County, Kalifornien, USA.
Befolkningen var 154 912 personer vid folkräkningen år 2000. 

## Historik
Området kallades tidigare Lankershim men fick sedan namnet North Hollywood i ett försök att göra området mer attraktivt och dra nytta av närheten till det egentliga Hollywood.
Dagens North Hollywood är mycket etniskt blandat, med bland annat latinamerikansk, asiatisk, judisk, jamaicansk, armenisk, iransk och afroamerikansk befolkning. Åtminstone sedan slutet av 1960-talet finns en mindre svensk koloni i området.
Det pågår en förvandling av North Hollywood från en lägre-medelklassförort till ett regionalt centrum. Detta beror till stor del på tunnelbanelinjen (Red Line) och BRT-linjen (Orange Line), två linjer som från öppnandet år 2000 har gjort North Hollywood till ett regionalt nav för San Fernando Valley. Stadsförtätning pågår kring tunnelbanestationen speciellt i konstnärskvarteren NoHo.
Amelia Earhart var kanske North Hollywoods mest berömda invånare (även om hon var född i Atchison, Kansas och antagligen dog i närheten av Howlandön i de centrala delarna av Stilla Havet). Norma Jean Baker (Marilyn Monroe) var elev vid Lankershim Elementary School.

## Kända personer
Trevor Bauer - Basebollspelare